# When May Weds December
When May Weds December è un cortometraggio muto del 1913 diretto da Francis J. Grandon.

## Produzione
Il film fu prodotto dalla Selig Polyscope Company.

## Distribuzione
Distribuito dalla General Film Company, il film - un cortometraggio in una bobina - uscì nelle sale cinematografiche statunitensi il 28 ottobre 1913.